# Villalube
Villalube és un municipi de la província de Zamora a la comunitat autònoma de Castella i Lleó. Limita amb Gallegos del Pan, Matilla la Seca, Fuentesecas i Malva.

## Demografia
| 1991 | 1996 | 2001 | 2004 |
| ---- | ---- | ---- | ---- |
| 386  | 349  | 289  | 260  |